# Cirrose
Cirrose is een onomkeerbaar proces van omzetting van levercellen naar littekenweefsel. Het is een eindstadium van een proces genaamd leverfibrose.
In tegenstelling tot leververvetting, die omkeerbaar is, verwordt het littekenweefsel nooit meer tot de originele cel en neemt de levercapaciteit af. Cirrose is dus de vernietiging van normaal leverweefsel, waardoor niet-functioneel littekenweefsel ontstaat rondom gedeelten met functioneel leverweefsel. In de leeftijdsgroep van 45 tot 65 jaar is cirrose de derde doodsoorzaak, na hart- en vaatziekten en kanker. Met de child-pughscore kan de mate van cirrose vastgesteld worden. Bij ernstige cirrose is de enige behandeling een levertransplantatie.  

## Levercirrose
Sommigen beschouwen "levercirrose" als een pleonasme omdat cirrose altijd de lever zou betreffen. Dit is incorrect, er bestaat naast cirrose van de lever ook nog cirrose van de milt, de galwegen en de longen.

## Oorzaken
De meest voorkomende oorzaak van cirrose in de westerse wereld is alcoholmisbruik. Andere oorzaken zijn chronische leverontstekingen zoals bij hepatitis B en C of ijzerneerslag (hemochromatose). 
Cirrose hoeft niet altijd toegeschreven te worden aan alcoholmisbruik. Cirrose kan ook ontstaan door tal van andere leverziekten, waaronder chronische hepatitis B of C, Auto-immuunhepatitis (AIH), Primaire Biliaire Cholangitis (PBC), Primair Scleroserende Cholangitis (PSC), hemochromatose, de ziekte van Andersen en andere ziekten.

## Complicaties
Cirrose kan uiteindelijk portale hypertensie veroorzaken, een te hoge bloeddruk in het vaatsysteem (poortader) tussen de darmen en de lever. Door de toename van de bloeddruk in de buikvaten kan ook de grootte van de milt toenemen. Ook kan door de portale hypertensie buikvocht ontstaan (ascites), waardoor de buik opzwelt.
Een ernstige complicatie van cirrose is onder andere het optreden van een levercoma (hepatische encefalopathie) waarbij afbraakproducten van het lichaam, zoals ammoniak, niet goed gemetaboliseerd worden door de lever en met name in de hersenen schade veroorzaken. Hierdoor kan een patiënt (sub)comateus raken. De behandeling is het verwijderen van eiwitten uit de darmen door middel van laxeermiddelen en soms speciale antibiotica. De enige curatieve optie bij een dergelijk levercoma is het verrichten van een levertransplantatie.
Door de verminderde functie van de lever kan er ook ernstige jeuk optreden als gevolg van geelzucht. Normaal zorgt de lever voor uitscheiding van de afvalstof bilirubine in de gal. Door de ophoping van bilirubine bij cirrose, kan de kenmerkende gele kleurverandering ontstaan van de huid, ogen, ontlasting en urine. De bijbehorende jeuk is over het hele lichaam aanwezig en kan als erg hevig worden ervaren.
Een andere, potentieel levensbedreigende complicatie is oesofagusvarices (slokdarmspataderen), een aandoening met als bekende oorzaak Cirrose, met als onderliggende oorzaak de eerdergenoemde portale hypertensie. Dit ziektebeeld kan zich symptoomloos manifesteren en in uiterste gevallen fataal aflopen als er zich een massale slokdarmbloeding naar de maag voordoet. Ernstige symptomen tijdens een reeds ontstane bloeding kunnen het eerste teken zijn van het bestaan van slokdarmspataderen en zich mogelijk uitsluitend voordoen in een reeds levensbedreigende situatie die direct medische interventie vereist, daarom kan screening op oesofagusvarices zinvol zijn bij cirrosepatiënten.
Doordat slokdarmspataderen een gevolg kunnen zijn van cirrose, kan een cirroselijder naast eindstadium terminaal leverfalen en andere directe gevolgen van cirrose, ook komen te overlijden door toedoen van een maagbloeding door een gebarsten/gescheurde slokdarmspatader. Indien cirrose veroorzaakt wordt door alcoholisme, kan sterfte door slokdarmspataderen dus een indirect gevolg zijn van het alcoholmisbruik.
Voor alcoholisten is een dergelijke bloeding des te meer levensbedreigend en een voorname uiteindelijke doodsoorzaak door onderliggende cirrose, omdat alcoholmisbruik vaak samenhangt met bloedstollingsproblemen en er dus massaal inwendig bloedverlies kan voorkomen.
Cirrose kan ook leiden tot immuundeficiëntie met als gevolg (hardnekkige) infecties, dit heet cirrhosis-associated immune dysfunction syndrome (CAIDS).
Een bijkomende complicatie kan zijn dat zich op basis van een cirrose na jaren primaire leverkanker ontwikkelt (hepatocellulair carcinoom).